# 이음학교
이음학교는 전라남도 광양시에 있는 위탁교육 각종학교이다.

## 연혁
- 2017년 3월 1일 : 이전한 옛 광양남초등학교(현 광양마로초등학교) 부지에 개교[1]
- 2020년 9월 1일 : 각종학교로 인가